# Роу, Рональд Керри
Рональд Керри Роу (англ. Ronald Kerry Rowe; род. 13 сентября 1951) — канадский инженер австралийского происхождения, один из пионеров геосинтетики. h-индекс 59.

## Биография
Получил среднее образование в Форт-стрит, Сидней (1964—1969) и в Университете Сиднея, где он получил бакалавра по Computer Science в 1973 году. Получил звание доктора философии в 1979 году и D. Eng в 1993 году.
Он работал инженером-геотехником в австралийском правительственном департаменте строительства в эмиграции в Канаде в 1978 году, где провел 22 года как профессор, в том числе 8 лет как глава Департамента гражданской и экологической инженерии в Университете Западного Онтарио, Лондон, Канада.
С 2000 по 2010 год он занимал должность вице-принципала (Research) при Королевском Университете в Кингстоне, Онтарио, где он отвечал за управление всех исследований (в области бизнеса, образования, гуманитарных наук, права, социальных наук, физических и биологических наук, инженерия и прикладные науки, здравоохранение и медицину). В 2013 году — профессор, заведующий кафедрой Геотехника и геоэкологический инжиниринг в Департаменте гражданского строительства в Королевском Университете в Кингстоне.

## Научная деятельность
Его исследование охватывает миграцию загрязнителей через почву и скалы, проектирование полигонов, локализацию загрязненных участков, геосинтетические материалы (включая геотекстиль, геомембраны, георешетки, геосетки и др), технику и технологию хвостовых хранилищ и плотин, армированных насыпей и стен, туннелей в мягком грунте и провал склонов и земляных работ. В частности, он исследовал эффективность пластиковых (геомембраны) вкладышей и геосинтетических глин (композитный материал, включающий глины), которые ограничивают загрязнение от добычи полезных ископаемых и объектов размещения отходов.
Он является президентом Международного общества Geosynthetics, Канадского геотехнического общества и инженерного института Канады в прошлом.

### Работы
- «Barrier Systems for Waste Disposal Facilities» (Lead author) Spon Press, London 2004.
- "Geotechnical and Geoenvironmental Engineering Handbook for Kluwer Academic Publishers. Editor.
- mit Robert M. Quigley, J. R. Booker: Clayey barriers for waste disposal facilities, Spon Press, London/New York 1997.